# AVCOAT

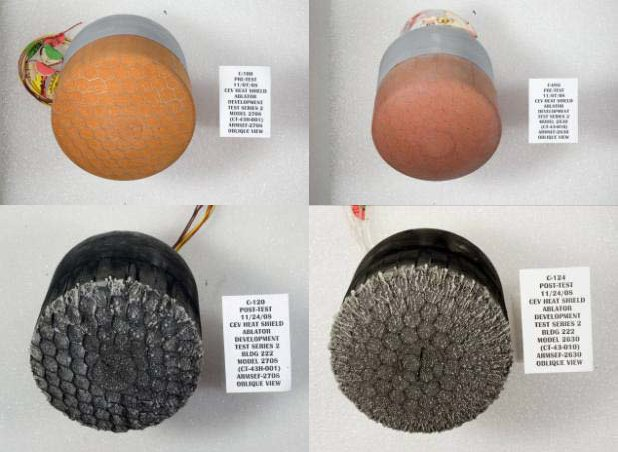
Composizione materiale Avcoat

L'AVCOAT 5026-39 è un materiale specifico della NASA creato dall'azienda Avco (annessa all'azienda Textron nel 1984) agli inizi del 1960 per lo scudo termico ablativo delle navette Apollo. Si tratta di una resina epossidica novalacca con speciali additivi in fibra di vetro con una matrice a nido d'ape.

## Storia
Creata agli inizi del 1960 si è rivelato essere un materiale fondamentale per il successo del Programma Apollo, venne installato come scudo termico ablativo sul modulo di comando che ritornava sulla Terra con una manovra di rientro a balzi. L'AVCOAT è stato ed è un materiale molto performante, infatti, ancora oggi viene utilizzato nei programmi spaziali ed è stato deciso di usarlo anche per il nuovo Programma Artemis che riporterà l'uomo sulla Luna, la navetta Orion ha uno scudo termico proprio in AVCOAT 5026-39.

## Caratteristiche tecniche
- Materiale: resina epossidica novalacca con speciali additivi in fibra di vetro con una matrice a nido d'ape.
- Composizione dello strato post-ablativo: carbonio 0.107 g/cm³, silicio 0.13 g/cm³.
- Densità complessiva: 0.51 g/cm³.
- Resistenza al calore: 3500°C.[5]